# Els Borst
Else (Els) Borst-Eilers (ur. 22 marca 1932 w Amsterdamie, zm. 8 lutego 2014 w Bilthoven) – holenderska polityk, lekarka i nauczyciel akademicki, w latach 1994–2002 minister zdrowia, od 1998 również wicepremier, w 1998 lider Demokratów 66.

## Życiorys
Kształciła się w szkole średniej Barlaeus Gymnasium, w 1958 ukończyła medycynę na Uniwersytecie Amsterdamskim. Na tej samej uczelni doktoryzowała się w 1972. Specjalizowała się w zakresie psychiatrii i hematologii. Pracowała w jednym ze szpitali w Amsterdamie, w drugiej połowie lat 60. była pracownikiem naukowym na Uniwersytecie w Utrechcie. Od 1969 zawodowo związana ze szpitalem uniwersyteckim w Utrechcie, w latach 1976–1985 była dyrektorem do spraw medycznych tej placówki. Od 1986 do 1994 pełniła funkcję wiceprzewodniczącej Gezondheidsraad, centralnej rady zajmującej się doradztwem w sprawach z zakresu służby zdrowia. W międzyczasie, w 1992, powróciła do działalności naukowej na macierzystej uczelni.
W 1968 dołączyła do ugrupowania Demokraci 66. W sierpniu 1994 objęła stanowisko ministra zdrowia, opieki społecznej i sportu w rządzie Wima Koka. Zajmowała je w obu gabinetach tego premiera do lipca 2002, od sierpnia 1998 będąc jednocześnie wicepremierem w drugim z nich. W lutym 1998 została nowym liderem Demokratów 66, startowała jako lijsttrekker z pierwszego miejsca na liście wyborczej tej partii, uzyskując mandat posłanki do Tweede Kamer. Ugrupowanie utraciło w tych wyborach 10 z 24 mandatów, Els Borst w maju 1998 zrezygnowała z kierowana swoją partią. W trakcie pełnienia funkcji ministra zdrowia była inicjatorką uchwalonej w 2002 ustawy legalizującej i regulującej kwestie związane z eutanazją. Po odejściu z polityki od 2002 pełniła różne funkcje w organizacjach pozarządowych i instytucjach badawczych.
10 lutego 2014 Elsa Borst została znaleziona martwa w swoim domu. Śledztwo wykazało, że dwa dni wcześniej została zamordowana, napastnik zadał jej ponad 40 ran kłutych w głowę, szyję i ręce. Podejrzanego o ten czyn wytypowano w 2015. Z powodu niepoczytalności wywołanej chorobą psychiczną sprawca w 2016 został osadzony na przymusowej internacji psychiatrycznej w zakładzie zamkniętym.
Odznaczona Orderem Lwa Niderlandzkiego III klasy (1989) oraz Orderem Oranje-Nassau IV klasy (2002).